# Astroboa tuberculosa
Astroboa tuberculosa is een slangster uit de familie Gorgonocephalidae.
De wetenschappelijke naam van de soort werd in 1930 gepubliceerd door René Koehler.